# Anders Ehrenfelt
Anders Bertilsson Ehrenfelt, tidigare Nordman, född omkring 1637, död 12 januari 1724 i Salems församling, var en svensk häradshövding. Han var stamfar för adliga ätten Ehrenfelt.

## Biografi
Anders Ehrenfelt föddes omkring 1637. Han var son till stadsuppbördsmannen Bertil Andersson och Ingeborg i Norrköping. Ehrenfelt blev i juni 1657 student vid Uppsala universitet och blev senare advokatfiskal vid Sveriges riddarhus. Han adlades 1 oktober 1675 till Ehrenfelt och introducerades 1678 i riddarhuset som nummer 890. Ehrenfelt blev 5 februari 1679 häradshövding i Ydre, Kinds och Bankekind. Från 23 mars 1681 var han bankokommissarie och fick 29 augusti 1721 lagmans karaktär. Ehrenfelt avled 1724 på Viksbergs gård i Salems församling.

### Familj
Ehrenfelt gifte sig första gången med Ingeborg Lind. Hon var dotter till rådmannen Joen Sixtensson och Anna Olofsdotter Skute i Linköping.
Ehrenfelt fifte sig andra gången med Anna.
Ehrenfelt gifte sig tredje gången 24 januari 1705 med Margaretha Pfeiff (1656–1709). Hon var dotter till biskopen Johannes Jacobus Pfeiffius i Revals stift och Anna Grundel.
Ehrenfelt gifte sig fjärde gången 9 maj 1711 med Maria Catharina Furubom. Hon var dotter till häradshövdingen Samuel Johansson Furubom och Maria Rosenhielm.
Han fick barnen Beata Ehrenfelt som var gift med kanslirådet Baltzar Ehrenstolpe och Magnus Ehrenfelt.